# William Tannen (Regisseur)
William Tannen (auch Bill Tannen; * 31. August 1942 in New York City) ist ein US-amerikanischer Regisseur und Filmproduzent.

## Leben und Karriere
Tannen studierte an der Boston University. Sein Studium schloss er mit einem Bachelor of Science in Communications ab.
Er begann seine Karriere in der New Yorker Werbeagentur BBDO, wo er unter anderem für Diet Pepsi die Kampagne „Girl Watchers“ umsetzte, die mit mehreren Clio Awards ausgezeichnet wurde. Nach Tätigkeiten in weiteren Werbeagenturen gründete er in New York seine eigenen Produktionsfirma Sunday Productions, mit der er Werbespots für verschiedene Kunden drehte.
1968 drehte Tannen seinen ersten Kurzfilm Eulogy for R.F.K., der auf dem New York Film Festival gezeigt wurde. Später zog er nach Los Angeles, wo er Werbespots für Pepsi, Air France, McDonald’s, Ford und Diet Coke inszenierte.
1984 gab er mit dem Politthriller Flashpoint – Die Grenzwölfe sein Debüt als Regisseur eines Spielfilms. Später drehte er weitere Spielfilme und inszenierte auch Fernsehserien und Specials.
Seit dem Jahr 2013 unterrichtet er in Regie-Workshops an der Pariser École internationale de création audiovisuelle et de réalisation (EICAR). 

## Filmografie (Auswahl)
- 1968: Eulogy for R.F.K. (Kurzfilm)
- 1984: Flashpoint – Die Grenzwölfe (Flashpoint)
- 1987: Tödliche Täuschung (Deadly Illusion)
- 1988: Hero (Hero and the Terror)
- 1992: Cashfire (Inside Edge)
- 1993: Der magische Papagei (The Goodbye Bird)
- 1994: Windrunner
- 1996–1997: Tarzan – Die Rückkehr (Tarzan: The Epic Adventures, Fernsehserie, 7 Episoden)
- 1998: Mowgli: The New Adventures of the Jungle Book (Fernsehserie, 2 Episoden)
- 1999: Love Lies Bleeding
- 2003: Nobody Knows Anything!
- 2005: The Cutter
- 2006: Night of Terror (Fernsehfilm)
- 2006: Ozzie, der Koalabär (Ozzie)